# Olivier Panis
Olivier Panis (* 2. září 1966 Lyon, Francie) je bývalý francouzský pilot formule 1, který během své kariéry vystřídal týmy Ligier, Prost, BAR a Toyotu. Jeho nejlepší umístění v seriálu bylo 8. místo v sezóně 1995.

## Závodní kariéra
V roce 1981 začal závodit na motokárách. O 7 let později, v roce 1988, se zúčastnil národního šampionátu formule Renault, kde obsadil 4 místo. O rok později byl již mistrem Francie s pěti prvenstvími v této motoristické disciplíně. Pro rok 1990 získal angažmá ve francouzské Formuli 3 a celkově se umístil na 4 příčce. O rok později zvítězil v Magny-Cours, Pau, Albi, Croix-en-Ternois a Pau-Arnos. Přesto to stačilo jen na celkové druhé místo. V roce 1992 se zabydlil ve formuli 3000 v týmu Apomatox a jako nováček obsazuje 10 místo, když na domácí trati v Magny - Cours vybojoval výbornou druhou pozici a v Silverstone byl třetí. Následující rok přinesl změnu týmu, tentokrát hájil barvy DAMS Reynard Cosworth AC93D a po třech vítězství přišel zaslouženě titul Mistra světa, to mu vyneslo místo ve francouzském týmu F1 Ligier.
Olivier Panis jako nováček sezóny 1994 překvapil druhým místem na Grand Prix Německa. Druhý rok ve formuli 1 přinesl další druhé místo, tentokrát ve Velké ceně Austrálie. Ve skvělých výkonech pokračoval i v roce 1996 a překvapivě zvítězil v Monaku. V roce 1997 koupil krachující Ligier francouzská legenda formule 1 Allan Prost, a se starými vozy Ligier pokračoval v mistrovství světa i Olivier a novému týmu zajistil dvakrát stupně vítězů (3, v Brazílii a 2. ve Španělsku).
Pro další rok Prost postavil již své vozy do kterých montuje agregát Peugeot, který je ale značně nespolehlivý a tak nejlepším výsledkem roku je 9. místo z úvodu sezóny. Rok 1999 nepřinesl žádná zlepšení, ani dvě šestá místa nepřesvědčila Panise od svého úmyslu z týmu odejit. V roce 2000 se stal testovacím pilotem McLarenu. Protože stále toužíl po návratu na závodní dráhu, přijal nabídku B.A.R a s pěti body byl 14.
Následoval přestup k Toyotě, za kterou jezdil v sezónách 2003 a 2004. Poté ještě dvě sezóny plnil roli testovacího pilota. 18. prosince 2006 oznámil ukončení kariéry. Naposledy se ve voze objevil 14. prosince 2006 při testech v Jerezu.
Jako by mu byla 14. pozice souzena a nepomohl ani odchod k Toyotě.

## Tituly

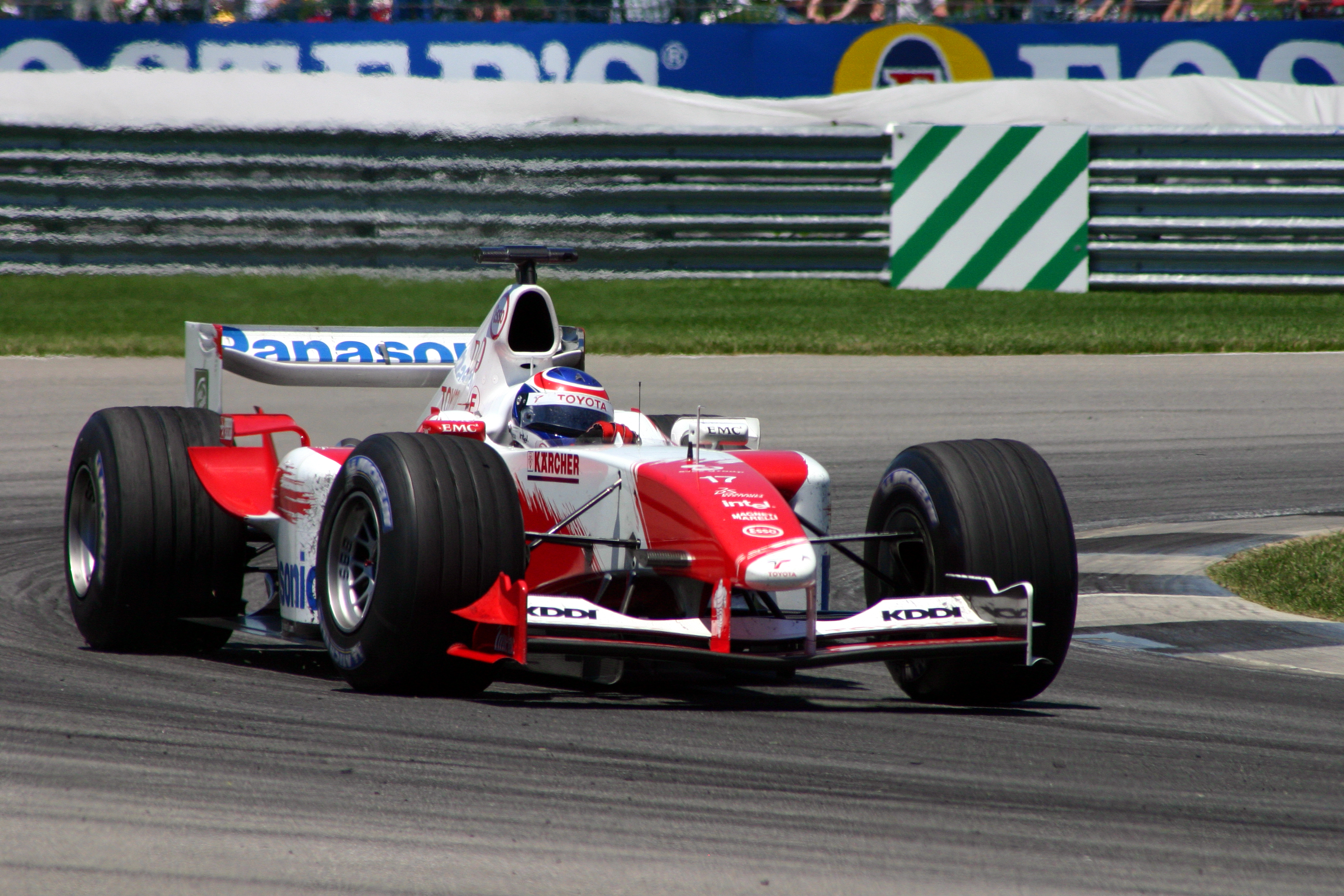
Olivier Panis řídí Toyotu při Velké ceně Spojených států v roce 2004. Jeho 150. velká cena.

- 1989 Mistr Francie (Formule Renault)
- 1993 Mistr Světa (Formule 3000)

## Vítězství

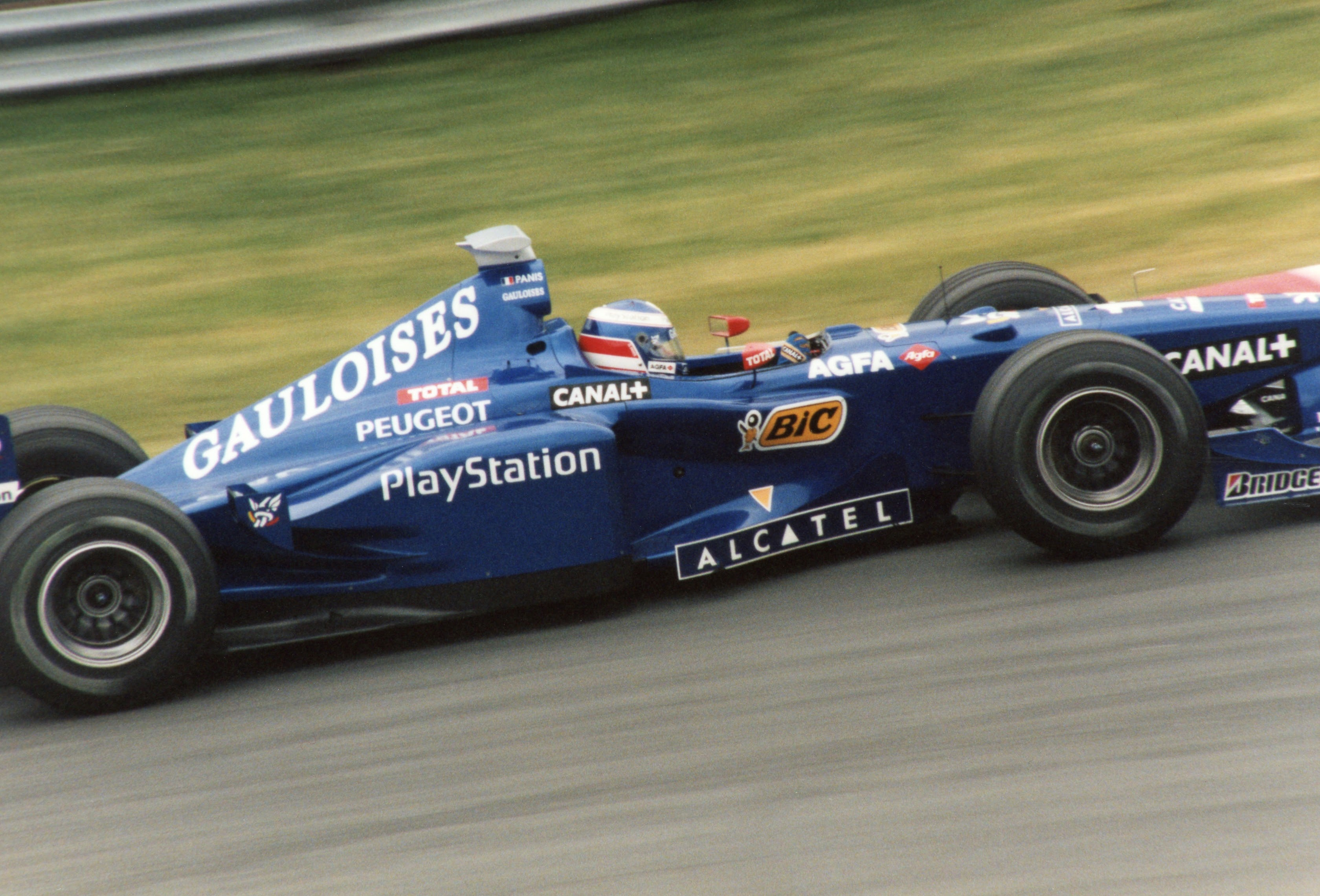
Olivier Panis v týmu Prost při Velké ceně Kanady v Montrealu v roce 1998.

- 1991 Magny-Cours (Formule 3)
- 1991 Pau (Formule 3)
- 1991 Albi (Formule 3)
- 1991 Croix-en-Ternois (Formule 3)
- 1991 Pau-Arnos (Formule 3)
- 1993 Hockenheim - F3000
- 1993 Nurburgring - F3000
- 1993 Spa - F3000
- 1996 Monte Carlo - F1

## Kompletní výsledky ve Formuli 1
| Legenda k tabulce | Legenda k tabulce                                                                       |
| Barva             | Výsledek                                                                                |
| ----------------- | --------------------------------------------------------------------------------------- |
| Zlatá             | Vítěz                                                                                   |
| Stříbrná          | 2. místo                                                                                |
| Bronzová          | 3. místo                                                                                |
| Zelená            | Bodované umístění                                                                       |
| Modrá             | Nebodované umístění                                                                     |
| Modrá             | Dokončil neklasifikován (NC)                                                            |
| Fialová           | Odstoupil (Ret)                                                                         |
| Červená           | Nekvalifikoval se (DNQ)                                                                 |
| Červená           | Nepředkvalifikoval se (DNPQ)                                                            |
| Černá             | Diskvalifikován (DSQ)                                                                   |
| Bílá              | Nestartoval (DNS)                                                                       |
| Bílá              | Závod zrušen (C)                                                                        |
| Světle modrá      | Pouze trénoval (PO)                                                                     |
| Světle modrá      | Páteční testovací jezdec (TD)                                                           |
| Bez barvy         | Netrénoval (DNP)                                                                        |
| Bez barvy         | Vyřazen (EX)                                                                            |
| Bez barvy         | Nepřijel (DNA)                                                                          |
| Bez barvy         | Odvolal účast (WD)                                                                      |
| Bez barvy         | Nezúčastnil se (prázdné)                                                                |
| Označení          | Význam                                                                                  |
| Tučnost           | Pole position                                                                           |
| Kurzíva           | Nejrychlejší kolo                                                                       |
| †                 | Jezdec nedojel do cíle, ale byl klasifikován, protože odjel více než 90 % délky závodu. |
| ‡                 | Byl udělován poloviční počet bodů, protože bylo odjeto méně než 75 % délky závodu.      |
| Horní index       | Umístění bodujících jezdců ve sprintu                                                   |

| Rok  | Tým                      | Šasi          | Motor                         | 1       | 2       | 3       | 4       | 5       | 6       | 7       | 8       | 9       | 10      | 11      | 12      | 13      | 14      | 15      | 16      | 17      | 18  | 19  | Body | Umístění  |
| ---- | ------------------------ | ------------- | ----------------------------- | ------- | ------- | ------- | ------- | ------- | ------- | ------- | ------- | ------- | ------- | ------- | ------- | ------- | ------- | ------- | ------- | ------- | --- | --- | ---- | --------- |
| 1994 | Ligier Gitanes Blondes   | Ligier JS39B  | Renault RS6 3.5 V10           | BRA 11  | PAC 9   | SMR 11  | MON 9   | ESP 7   | CAN 12  | FRA Ret | GBR 12  | GER 2   | HUN 6   | BEL 7   | ITA 10  | POR DSQ | EUR 9   | JPN 11  | AUS 5   |         |     |     | 9    | 11. místo |
| 1995 | Ligier Gitanes Blondes   | Ligier JS41   | Mugen Honda MF301 3.0 V10     | BRA Ret | ARG 7   | SMR 9   | ESP 6   | MON Ret | CAN 4   | FRA 8   | GBR 4   | GER Ret | HUN 6   | BEL 9   | ITA Ret | POR Ret | EUR Ret | PAC 8   | JPN 5   | AUS 2   |     |     | 16   | 8. místo  |
| 1996 | Ligier Gauloises Blondes | Ligier JS43   | Mugen Honda MF301HA 3.0 V10   | AUS 7   | BRA 6   | ARG 8   | EUR Ret | SMR Ret | MON 1   | ESP Ret | CAN Ret | FRA 7   | GBR Ret | GER 7   | HUN 5   | BEL Ret | ITA Ret | POR 10  | JPN 7   |         |     |     | 13   | 9. místo  |
| 1997 | Prost Gauloises Blondes  | Prost JS45    | Mugen Honda MF301HA/B 3.0 V10 | AUS 5   | BRA 3   | ARG Ret | SMR 8   | MON 4   | ESP 2   | CAN 11† | FRA     | GBR     | GER     | HUN     | BEL     | ITA     | AUT     | LUX 6   | JPN Ret | EUR 7   |     |     | 16   | 9. místo  |
| 1998 | Gauloises Prost Peugeot  | Prost AP01    | Peugeot A16 3.0 V10           | AUS 9   | BRA Ret | ARG 15† | SMR 11† | ESP 16† | MON Ret | CAN Ret | FRA 11  | GBR Ret | AUT Ret | GER 15  | HUN 12  | BEL DNS | ITA Ret | LUX 12  | JPN 11  |         |     |     | 0    | 22. místo |
| 1999 | Gauloises Prost Peugeot  | Prost AP02    | Peugeot A18 3.0 V10           | AUS Ret | BRA 6   | SMR Ret | MON Ret | ESP Ret | CAN 9   | FRA 8   | GBR 13  | AUT 10  | GER 6   | HUN 10  | BEL 13  | ITA 11† | EUR 9   | MAL Ret | JPN Ret |         |     |     | 2    | 15. místo |
| 2001 | Lucky Strike BAR Honda   | BAR 003       | Honda RA001E 3.0 V10          | AUS 7   | MAL Ret | BRA 4   | SMR 8   | ESP 7   | AUT 5   | MON Ret | CAN Ret | EUR Ret | FRA 9   | GBR Ret | GER 7   | HUN Ret | BEL 11  | ITA 9   | USA 11  | JPN 13  |     |     | 5    | 14. místo |
| 2002 | Lucky Strike BAR Honda   | BAR 004       | Honda RA002E 3.0 V10          | AUS Ret | MAL Ret | BRA Ret | SMR Ret | ESP Ret | AUT Ret | MON Ret | CAN 8   | EUR 9   | GBR 5   | FRA Ret | GER Ret | HUN 12  | BEL 12† | ITA 6   | USA 12  | JPN Ret |     |     | 3    | 14. místo |
| 2003 | Panasonic Toyota Racing  | Toyota TF103  | Toyota RVX-03 3.0 V10         | AUS Ret | MAL Ret | BRA Ret | SMR 9   | ESP Ret | AUT Ret | MON 13  | CAN 8   | EUR Ret | FRA 8   | GBR 11  | GER 5   | HUN Ret | ITA Ret | USA Ret | JPN 10  |         |     |     | 6    | 15. místo |
| 2004 | Panasonic Toyota Racing  | Toyota TF104  | Toyota RVX-04 3.0 V10         | AUS 13  | MAL 12  | BHR 9   | SMR 11  | ESP Ret | MON 8   | EUR 11  | CAN DSQ | USA 5   | FRA 15  | GBR Ret |         |         |         |         |         |         |     |     | 6    | 14. místo |
| 2004 | Panasonic Toyota Racing  | Toyota TF104B | Toyota RVX-04 3.0 V10         |         |         |         |         |         |         |         |         |         |         |         | GER 14  | HUN 11  | BEL 8   | ITA Ret | CHN 14  | JPN 14  | BRA |     | 6    | 14. místo |
| 2005 | Panasonic Toyota Racing  | Toyota TF105  | Toyota RVX-05 3.0 V10         | AUS     | MAL     | BHR     | SMR     | ESP     | MON     | EUR     | CAN     | USA     | FRA TD  | GBR     | GER     | HUN     | TUR     | ITA     | BEL     | BRA     | JPN | CHN | –    | –         |